# Танбу
Танбу (перс. تنبو) — село в Ірані, у дегестані Хотбех-Сара, у бахші Карґан-Руд, шагрестані Талеш остану Ґілян. За даними перепису 2006 року, його населення становило 82 особи, що проживали у складі 21 сім'ї.